# هارييت دنلوب برينتر
هارييت إيرين دنلوب برينتر كانت رائدة في حركة حقوق المرأة في كندا. كانت في عام 1921  من بين أول مجموعة من النساء اللواتي خضن الانتخابات الفيدرالية الكندية. كانت اشتراكية ملتزمة.

## عائلتها
كانت هارييت إيرين دنلوب ابنة أرشيبالد دنلوب. انتمت إلى النظام المشيخي. تزوجت بهيكتور هنري وير برينتر في 8 سبتمبر عام 1892 في يورك، أونتاريو. وُلد زوجها في أيرلندا في 2 فبراير عام 1860، وهاجر إلى كندا في عام 1890 تقريبًا.

## داعية للسلام
اتخذت هارييت دنلوب برينتر خلال الحرب العالمية الأولى (1914-1918) موقفًا مثاليًا ضد وزراء الكنيسة الذين دعموا التدريب العسكري في المدارس. كتبت، «بعد كل شيء، العسكرة ليست نظامًا: إنها روح، وإذا سمحنا بهذا الشيء الآن، فإننا ننكر المبدأ الذي يموت من أجله رجالنا في أوروبا». نتجت المنظمة النسوية العالمية للسلام والحرية عن حزب السلام النسوي، الذي أسسته جين آدمز وغيرها من دعاة السلام النسويات في يناير عام 1915. أصبحت برينتر سكرتير القسم الكندي للمنظمة النسوية العالمية للسلام والحرية في خريف عام 1916، وأبلغت قيادة المنظمة النسوية العالمية للسلام والحرية أن روز هندرسون تمتلك في مونتريال «خمسين امرأة مستعدة للانضمام إلى المجموعة».
عارضت العديد من النسويات دعوتها للسلم. استجابت مجلة وومَنز سينشري في أواخر صيف عام 1917 إلى تقرير مفاده أن برنتر ولورا هيوز، الموصوفتين بأنهما «مطالبتان بارزتان بحق تصويت المرأة»، قد لفتتا الانتباه إلى وجود رابطة بين حق الاقتراع والدعوة للسلم في أونتاريو. وفقًا لما ذكره المحرر جيسي كامبل ماكيفر، فإن «الاتحاد الوطني ورابطة المساواة في حق الاقتراع في أونتاريو قد عبرا مرارًا وتكرارًا عن رفضهما التام أي مسألة تتعلق بالسلام المبكر، وأُرسلت كل المطبوعات الداعية للسلام المستلمة من مدينة لاهاي وأماكن أخرى، من قبل هذه المجتمعات، إلى سلة النفايات الورقية».

## نسوية
أيدت برينتر حق المرأة في الاقتراع بشكل صريح. كانت رئيسة رابطة المساواة السياسية في تورونتو. شكّلت كل من برينتر ولوسي ماكغريغور في أواخر عام 1918 رابطة النساء العمالية في تورونتو من الرابطة الاجتماعية الديمقراطية النسائية. كانت رابطة النساء العمالية منظمة من الطبقة العاملة. سخرت برينتر من«السيدات الحريريات ... المشغولات جدًا بـ«السياسة» و«الترقية»، لدرجة أنهن سمحن للثورة الاجتماعية بالسير خلفهن مباشرةً». كتبت برينتر بانتظام لصحيفة كاناديان فوروورد، التي تحدثت عن موضوعات العمل والاشتراكية ونشرت مواد نسوية وداعية للسلام لنحو 30,000 قارئًا. ظهرت مقالاتها أيضًا في نشرة وايت ريبون بولّيتن ووومنز سينشري. ربما شجعت غيرترود ريتشاردسون للمشاركة في التقدم الكندي الذي بدأ منذ يونيو عام 1917 فصاعدًا. أعدت برينتر في عام 1920 قسم النساء في صحيفة إندستريال بانر. أوضحت أنها لن «تناقش الطبخ أبدًا، ولا الأطفال، ولا الكنيسة، ولا الملابس». تخصص عمود الصحيفة بمواضيع مثل القيمة المالية للعمل الذي تنجزه المرأة في المنزل، وهل ينبغي أن تتقاضى أجرًا أم لا.

## الاشتراكية
كانت برينتر في البداية عضوًا في الحزب الليبرالي الكندي، ثم أصبحت اشتراكيةً وانضمت إلى حزب العمل المستقل. رشحها الحزب في الانتخابات الفيدرالية لعام 1921، وهي واحدة من أُوَل النساء اللواتي يترشحن في الانتخابات الفيدرالية الكندية. خاضت الانتخابات في تورنتو ويست في ديسمبر عام 1921، وحصلت على 1,741 صوتًا، إلا أنها لم تُنتخب. استمرت برينتر في عشرينيات القرن العشرين بممارسة النشاط السياسي اليساري في الولايات المتحدة وكذلك في كندا، إذ انضمت في عام 1922 إلى حزب العمال الكندي، وتحقّقت من مساعدة  رابطةِ النساء العمالية حزبَ العمال الكندي من خلال الحملات الشيوعية. خاطبت كل من برينتر وجانيت إنمان في عام 1922 مئتي امرأة من مجلس المرأة العالمي في اجتماع عام في هاميلتون في أونتاريو. احتفلت رابطة النساء العمالية باليوم العالمي للمرأة في عام 1924 لأول مرة في كندا.
شاركت برينتر في حزب العمل الكندي، إذ حاولت مع أعضاء آخرين في حزب العمال مثل جاك ماكدونالد التغلب على حذر أعضاء حزب العمال الكردستاني وغرس روح أكثر ثورية. كان هذا التأثير الشيوعي مُقلقًا لبعض أعضاء النقابات العمالية. في المؤتمر السنوي للحزب الشيوعي النيبالي عام 1927، طرأت أزمة انشق فيها الحزب. غادر حزب العمال غير الشيوعي في أونتاريو بقيادة آرثر مول حزبَ العمال الكردستاني.